# Thermikbart
Der Begriff Thermikbart  bezeichnet in der – meist motorlosen – Fliegerei einen kontinuierlichen Auftrieb, der durch Sonneneinstrahlung hervorgerufen wird. Thermische Aufwinde, die durch einzelne Ablösungen entstehen und daher nicht kontinuierlich nutzbar sind, werden in Abgrenzung dazu Thermikblase genannt. Dies erfolgt in Analogie zu einer Gasblase die in einer Flüssigkeit aufsteigt. Wird durch das Aufsteigen der Luft die Kondensationstemperatur erreicht, so bildet sich die typische Cumulusbewölkung, sodass eine Cumulusbewölkung oft das Vorhandensein von Bärten anzeigt. Erfolgt eine solche Wolkenbildung nicht, so spricht man wegen des blauen Himmels auch von Blauthermik.